# Anaplectella discoidalis
Anaplectella discoidalis är en kackerlacksart som beskrevs av Karlis Princis 1957. Anaplectella discoidalis ingår i släktet Anaplectella och familjen småkackerlackor. Inga underarter finns listade i Catalogue of Life.